# Rochester Rhinos
Rochester Rhinos is een Amerikaanse voetbalclub uit Rochester (New York). De club werd opgericht in 1996 als Rochester Raging Rhinos. In 2008 werd de huidige naam aangenomen. De thuiswedstrijden werden gespeeld in het Rochester Rhinos Stadium gespeeld, dat plaats biedt aan 20.000 toeschouwers. De clubkleuren waren zwart-wit.

## Gewonnen prijzen
- First Division
  - Winnaar (3): 1998, 2000, 2001
  - Runner up (3): 1996, 2005, 2006
- U.S. Open Cup
  - Winnaar (1): 1999
  - Runner up (1): 1996

## Stadions
| Seizoen(en) | Stadion                  |
| ----------- | ------------------------ |
| 1996        | Fauver Stadium           |
| 1996-2005   | Frontier Field           |
| 2006-       | Rochester Rhinos Stadium |